# Mazowieckie Zapusty
Mazowieckie Zapusty – coroczna impreza folklorystyczna, zainicjowana przez Irenę Kotowicz-Borowy.

## Historia
W 1981 r. Irena Kotowicz-Borowy, kierownik działu etnograficznego z Muzeum Szlachty Mazowieckiej w Ciechanowie zainicjowała Przeglądy Zespołów Zapustnych „Mazowieckie Zapusty”.
Celem przeglądów było podtrzymanie i ożywienie tradycji związanych z okresem ostatnich dni karnawału, zachowanych stosunkowo dobrze na obszarze północnego Mazowsza.
Organizatorom zależało na nadaniu tej imprezie rangi wydarzenia kulturalnego w skali regionu, stąd też kolejne przeglądy odbywały się niemal co roku w innej wsi. Początkowo zasięg Mazowieckich Zapustów ograniczał się do województwa ciechanowskiego, po reformie administracyjnej 1999 r. impreza coraz częściej organizowana była na terenie byłego województwa ostrołęckiego, ze szczególnym uwzględnieniem powiatu przasnyskiego.
Przeglądy odbywają się do dziś w ostatnią niedzielę karnawału. Poprzedzone są konsultacjami ze strony Muzeum Szlachty Mazowieckiej i lokalnymi prezentacjami. W ramach imprezy przeprowadzany jest konkurs zespołów zapustnych, w jury zasiadają etnografowie, reprezentujący muzea oraz instytucje naukowe.
Imprezę gościły kolejno następujące miejscowości (obok podana aktualna przynależność administracyjna):
- 1981 – Koziebrody, gmina Raciąż, powiat płoński
- 1983 – Pękowo, gmina Gzy, powiat pułtuski
- 1984 – Żarnowo, gmina Grudusk, powiat ciechanowski
- 1985 – Sochocin, gmina loco, powiat płoński
- 1986 – Poniatowo, gmina Żuromin, powiat żuromiński
- 1987 – Sokołówek, gmina Ciechanów, powiat ciechanowski
- 1988 – Gołymin-Ośrodek, gmina loco, powiat ciechanowski
- 1989 – Otocznia, gmina Wiśniewo, powiat mławski
- 1990 – Baboszewo, gmina loco, powiat płoński
- 1991 – Baboszewo, gmina loco, powiat płoński
- 1992 – Baboszewo, gmina loco, powiat płoński
- 1993 – Głużek, gmina Wiśniewo, powiat mławski
- 1994 – Kozłówka, gmina Gzy, powiat pułtuski
- 1995 – Turza Wielka, gmina Lipowiec Kościelny, powiat mławski
- 1996 – Karniewo, gmina loco, powiat makowski
- 1997 – Wężewo, gmina Krasne, powiat przasnyski
- 1998 – Jabłonowo, gmina Płośnica, powiat działdowski, województwo warmińsko-mazurskie
- 1999 – Szapsk – Gralewo, gmina Raciąż, powiat płoński
- 2000 – Gąsewo, gmina Sypniewo, powiat makowski
- 2001 – Sońsk, gmina loco, powiat ciechanowski
- 2002 – Koziebrody, gmina Raciąż, powiat płoński
- 2003 – Gradzanowo, gmina Siemiątkowo, powiat żuromiński
- 2004 – Zielona, gmina Krasne, powiat przasnyski
- 2005 – Wróblewo, gmina Radzanów, powiat mławski
- 2006 – Jednorożec, gmina loco, powiat przasnyski
- 2007 – Sławęcin, gmina Bieżuń, powiat żuromiński
- 2008 – Krzynowłoga Mała, gmina loco, powiat przasnyski[1]
- 2009 – Długołęka, gmina Opinogóra Górna, powiat ciechanowski[2]
- 2010 – Idzikowice, gmina Sochocin, powiat ciechanowski[3]
- 2011 – Młock, gmina Ojrzeń, powiat ciechanowski[4]
- 2012 – Jabłonowo, gmina Płośnica, powiat działdowski, województwo warmińsko-mazurskie[5]
- 2013 – Janowo, gmina loco, powiat nidzicki, województwo warmińsko-mazurskie[6]
- 2014 – Leszno, gmina Przasnysz, powiat przasnyski[7]
- 2015 – Bądkowo, gmina Sońsk, powiat ciechanowski[8]
- 2016 – Bądkowo, gmina Sońsk, powiat ciechanowski[9]
- 2017 – Jednorożec, gmina loco, powiat przasnyski[10]
- 2018 – Nowa Krępa, gmina Przasnysz, powiat przasnyski[11]
- 2019 – Jednorożec, gmina loco, powiat przasnyski[12]
- 2020 – Czernice Borowe, gmina loco, powiat przasnyski[13]
- 2023 – Gołymin-Ośrodek, gmina loco, powiat ciechanowski[14].
- 2024 – Drobin, gm. loco, powiat płocki[15].
- 2025 – Szydłowo, gm. loco, powiat mławski[16].

W 2021 i 2022 r. Mazowieckie Zapusty nie odbyły się z powodu pandemii COVID-19.

## Statuetka im. Ireny Kotowicz-Borowy
Od 2018 r. jury przyznaje nagrodę specjalną – statuetkę im. dr Ireny Kotowicz-Borowy zespołowi, którego program najlepiej odpowiada założeniom konkursu.
Wyróżniono w ten sposób kolejno:
- 2018 – Zespół z Bartnik, gm. Przasnysz.
- 2019 – „Dziady weselne” z Małego Łęcka, gm. Płośnica.
- 2020 – „Alebabki” z Bogatego, gm. Przasnysz.
- 2023 – „Alebabki” z Bogatego, gm. Przasnysz.
- 2024 – „Dziady weselne” z Małego Łęcka, gm. Płośnica.
- 2025 – "Dziady weselne" z Małego Łęcka, gm. Płośnica.